# Cratere Tikhonravov
Tikhonravov  è un cratere sulla superficie di Marte.